# المجلس الأعلى للقضاء (السعودية)
المجلس الأعلى للقضاء أُسس عام 1395هـ/1975 ليتولى الإشراف على المحاكم والقضاة، بالنظر في شؤونهم، وإصدار اللوائح والأنظمة المتعلقه بهم، ويتكون من رئيس يعين بأمر ملكي وعشرة أعضاء

## نبذة تاريخية
شكل الملك عبد العزيز أول إدارة للقضاء في مكة المكرمة في عام 1343هـ/1925 وربطها به. ثم عدل مسماها في عام 1344هـ/1926 إلى رئاسة القضاء وتم تشكيلها مؤقتاً في مكة وهذا يمثل النواة الأولى لتنظيم الجهاز القضائي، حيث أسس الملك عبد العزيز بتاريخ 24 رجب 1344هـ/7 فبراير 1926 تشكيلاً لدائرة رئيس القضاة بمكة المكرمة ليتولى الإشراف على القضاء والقضاة وما يصدر عنهم من أحكام. وفي العدد الرابع والستون من جريدة أم القرى الصادرة بتاريخ 5 رمضان 1344هـ/19 مارس 1926 تحت عنوان (تشكيلات القضاء) أعلن تنظيم رئاسة القضاة في الحجاز على النحو الآتي:
1. الشيخ/ عبد الله بن سليمان بن بليهد رئيساً للقضاء.
2. الشيخ/ محمد أمين فودة وكيلاً للرئيس.
3. الشيخ/ أحمد إبراهيم الغزاوي رئيساً للكتاب.
4. الشيخ/ محمد بن علي التويجري كاتباً للفتوى.
5. الشيخ/ بكر بن عبد الله كمال كاتباً ثانياً للفتوى.
6. عدد من الكتاب لديوان رئاسة القضاة.

وأما القضاء في مكة المكرمة فكان على الشكل الآتي:
1. قاضي مكة المكرمة السيد/ محمد المرزوقي أبو حسين حنفي.
2. نائب قاضي مكة المكرمة السيد/ عباس مالكي مالكي.
3. نائب الشيخ / أحمد ناضرين شافعي.
4. نائب الشيخ / حسين عبد الغني ووكيل النائب الحنبلي.
5. عدد من الكتاب والمسجلين وغيرهم.

ثم في عام 1346هـ/1928 صدر المرسوم الملكي بتشكيل المحاكم بإنشاء هيئة المراقبة القضائية التي أصبح اسمها فيما بعد هيئة التدقيقات الشرعية. وفـي غـضون فترة التأسيس للقضاء وتنظيمه في عهد المؤسس الملك عبد العزيز تولى رئاسة القضاء في المنطقة الغربية والجنوبية الشيخ عبد الله بن حسن آل الشيخ، وتولى رئاسة القضاء في المنطقة الوسطى والشرقية والشمالية سماحه الشيخ محمد بن إبراهيم آل الشيخ مفتي السعودية في ذلك الوقت. وفي عام 1379هـ/1960 وبعد وفاة سماحه الشيخ عبد الله بن حسن آل الشيخ رئيس القضاة في المنطقة الغربية والجنوبية أصدر الملك سعود بن عبد العزيز أمره بتوحيد رئاستي القضاة تحت رئاسة واحدة تولاها مفتي الديار السعودية ورئيس قضاتها سماحه العلامة الشيخ محمد بن إبراهيم بن عبد اللطيف آل الشيخ.
ومع اتساع مناشط الحياة في المملكة كثرت القضايا المعروضة على المحاكم وازداد منسوب الأحكام الصادرة منها مما ظهرت معه حاجة ملحة إلى تخصيص محكمة مستقلة تقوم بعمل تمييز الأحكام ومراجعتها والنظر فيها فصدر توجيه الملك سعود بن عبد العزيز بتأسيس محكمة التمييز بالرياض في عام 1381هـ/1962 وافتتاح فرع لها في مكة المكرمة. كما ظهرت الحاجة إلى وجود هيئة قضائية عليا بعد وفاة رئيس القضاة علامة الديار ومفتيها الشيخ محمد بن إبراهيم بن عبد اللطيف آل الشيخ عام 1389هـ/1969 تختص بتولي شؤون القضاة من الناحية القضائية وتشرف على الأحكام إشرافاً عاماً، وتعنى بدراسة ما تحتاجه المحاكم من مبادئ قضائية ومسائل مشكلة؛ لذا صدر أمر الملك فيصل بن عبد العزيز عام 1390هـ/1970 بتشكيل «الهيئة القضائية العليا» لتحل في مهمتها محل «رئاسة القضاة» وباشرت الهيئة مهمتها لمدة خمس سنوات حتى تم تشكيل مجلس القضاء الأعلى.

## مجلس القضاء الأعلى
تشكّل مجلس القضاء الأعلى –بعد تحويل رئاسة القضاة إلى وزارة للعدل– على صفة هيئة تسمى بـ «الهيئة القضائية العليا» وتتولى مزاولة الاختصاص القضائي في القضايا التي يحكم فيها بعقوبة إتلافية، كما تتولى ما تحتاجه المحاكم من تقريرات لمبادئ قضائية أو إجرائية، وبعد صدور نظام القضاء بموجب المرسوم الملكي رقم (م/64) وتاريخ 14/7/1395 هـ والذي تضمن في الباب الثاني منه فصلاً يشمل ترتيب المحاكم ونصت المادة الخامسة على أن تتكون المحاكم الشرعية من:
- أ- مجلس القضاء الأعلى.
- ب- محكمة التمييز.
- ج- المحاكم العامة.
- د- المحاكم الجزئية.

وتأسيساً على ذلك تألّف مجلس القضاء الأعلى ليتولى الإشراف على المحاكم وفق الحدود المبينة في نظام القضاء، ويتكون المجلس بمنصوص المادة السادسة من أحد عشر عضواً يكونون هيئتي المجلس وهما على النحو التالي:

### الهيئة الدائمة
وتتألف من خمسة أعضاء متفرغين بدرجة رئيس محكمة تمييز يعينون بأمر ملكي، ويرأس هذه الهيئة أقدم أعضائها في السلك القضائي.

### الهيئة العامة
وتتألف من أعضاء الهيئة الدائمة للمجلس يضاف إليهم خمسة أعضاء غير متفرغين وهم رئيس محكمة التمييز ووكيل وزارة العدل وثلاثة من أقدم رؤساء المحاكم العامة في المدن الآتية:
- مدينة مكة المكرمة.
- مدينة المدينة المنورة.
- مدينة الرياض.
- مدينة جدة.
- مدينة الدمام.
- مدينة جازان.

يضاف إليهم رئيس مجلس القضاء الأعلى الذي يتولى رئاسة هذه الهيئة وهو بمرتبة وزير.
وقد كان مفتي الديار السعودية الشيخ / محمد بن إبراهيم آل الشيخ هو المتولي لرئاسة القضاة وما يتعلق بشؤونهم، وبعد وفاته عام 1389هـ تولى الشيخ/ محمد بن إبراهيم بن جبير رئاسة الهيئة القضائية العليا التي كانت أساساً لتكوين مجلس القضاء الأعلى. وعندما شكلت وزارة العدل عام 1390 هـ أصبح وزير العدل الشيخ/ محمد بن علي الحركان رئيساً للقضاة وللمجلس المشكل للنظر في شؤونهم إلى حين صدور نظام القضاء عام 1395 هـ حيث عيّن الشيخ/ عبد الله بن محمد بن حميد رئيساً لمجلس القضاء الأعلى بتشكيله الأخير، وبعد وفاته عام 1402 هـ تولى وزير العدل الشيخ/ إبراهيم بن محمد بن إبراهيم آل الشيخ رئاسة المجلس بالنيابة إلى حين إحالته على التقاعد عام 1410 هـ. ثم تولى وزير العدل الشيخ/ محمد بن إبراهيم بن جبير رئاسة المجلس بالنيابة حتى عام 1413 هـ. وبعد ذلك صدر الأمر السامي الكريم رقم (أ/127) في 1413/3/19هـ بتعيين الشيخ صالح بن محمد اللحيدان رئيساً للمجلس. ثم صدر المرسوم الملكي ذو الرقم (م/78) وتاريخ 1428/9/19هـ بالموافقة على نظام القضاء وتضمن في الباب الثاني تعديل مسمى «مجلس القضاء الأعلى» ليصبح «المجلس الأعلى للقضاء».
كما تضمنت المادة السادسة تحديد اختصاصات المجلس، كما تضمنت المادة العاشرة والحادية عشرة إنشاء «المحكمة العليا» وتتولى الاختصاص القضائي لمجلس القضاء الأعلى سابقاً. ثم صدر الأمر السامي الكريم ذو الرقم (أ/5) وتاريخ 1430/2/19هـ بتعيين الدكتور صالح بن عبد الله بن حميد رئيساً للمجلس الأعلى للقضاء حتى تاريخ 24/4/1433هـ.

## طريقة تشكيل المجلس
أشارت المادة الخامسة من نظام القضاء الصادر بالمرسوم الملكي رقم (م/78) وتاريخ 1428/9/19هـ، إلى أن المجلس يتألف من رئيس يسمى بأمر ملكي وعشرة أعضاء على النحو الآتي:
- رئيس المحكمة العليا.
- أربعة قضاة متفرغين بدرجة رئيس محكمة استئناف، يسمون بأمر ملكي.
- وكيل وزارة العدل.
- رئيس هيئة التحقيق والادعاء العام.
- ثلاثة أعضاء يتوافر فيهم ما يشترط في قاضي استئناف، يسمون بأمر ملكي.

وتكون مدة رئيس المجلس، والأعضاء المنصوص عليهم في الفقرتين (ب) و (هـ) أربع سنوات قابلة للتجديد.

## أعضاء المجلس الحاليين
1. وزير العدل رئيس المجلس المكلف الشيخ الدكتور/ وليد بن محمد الصمعاني.[6]
2. رئيس المحكمة العليا الشيخ: خالد بن عبد الله بن محمد اللحيدان.
3. النائب العام الشيخ: سعود بن عبد الله المعجب.
4. الشيخ: سلمان بن محمد بن محمد بن نشوان.
5. الشيخ: إبراهيم بن محمد بن إبراهيم العسكر
6. الشيخ: عبد الرحمن بن عبد الواحد بن إبراهيم بن نوح.
7. الشيخ: محمد بن عثمان بن أحمد الزهراني.
8. الشيخ: صالح بن سليمان بن محمد المطرودي.
9. الشيخ: محمد بن سليمان الفهيد.
10. نائب وزير العدل الشيخ/ سعد بن محمد السيف
11. الشيخ الدكتور: فهد بن سعد الماجد.[7]

## اختصاص المجلس
بإرادة ملكية كريمة صدر المرسوم الملكي رقم (م/78) وتاريخ 1428/9/19هـ بالموافقة على نظام القضاء، ليشكل نقلة نوعية في تطور القضاء في المملكة العربية السعودية المعتمد على الشريعة الإسلامية، ومن أهم ملامح هذا النظام:
1. تحقيق استقلالية القضاء والقضاة وذلك من خلال إشراف المجلس على المحاكم وعلى شئون القضاة.
2. توسيع الاختصاص الإداري للمجلس وسحب الاختصاص القضائي وإسناده للمحكمة العليا، ليصبح المسمى الجديد لمجلس القضاء الأعلى: المجلس الأعلى للقضاء، وليمارس المهام المسندة له في النظام بغية الإشراف على القضاء والقضاة.
3. تخصيص ميزانية خاصة بالمجلس تساعده على القيام باختصاصاته.
4. تعيين العدد الكافي من الباحثين والفنيين والإداريين، وللمجلس الاستعانة بمن يرى الاستعانة به.

وفيما يلي رصد لمحاور الاختصاصات المسندة إلى المجلس والواردة في نظام القضاء:

### المحور الأول رفع الاقتراحات والتقارير للملك
- نصت الفقرة (ك) من المادة السادسة من النظام أن على المجلس رفع ما يراه من المقترحات ذات الصلة بالاختصاصات المقررة له.
- كما نصت الفقرة (ل) من المادة السادسة أن على المجلس إعداد تقرير شامل في نهاية كل عام يتضمن الإنجازات التي تحققت والمعوقات ومقترحاته بشأنها ورفع ذلك إلى الملك.

### المحور الثاني إصدار اللوائح والقواعد
نص النظام أن على المجلس إصدار لوائح وقواعد ترتب سير العمل، وتحقق الاستقلالية المقصودة في النظام، وتكفل الشفافية في الأعمال، وهذه اللوائح والقواعد على نوعين:
- ما يستقل المجلس الأعلى للقضاء بوضعه، وهي الآتي:

1. اللائحة الداخلية لتنظيم أعماله ومهماته.
2. اللوائح المتعلقة بشؤون القضاة الوظيفية بعد موافقة الملك عليها.
3. لائحة للتفتيش القضائي.
4. قواعد تنظم اختصاصات وصلاحيات رؤساء المحاكم ومساعديهم.
5. قواعد تبين طريقة اختيار القضاة وإجراءات وضوابط تفريغهم للدراسة.
6. تنظيم أعمال الملازمين.
7. تحديد الأعمال النظيرة المطلوبة لشغل الدرجات القضائية.
8. لائحة تنظم أعمال الدائرة التي تنظر القضايا المتعلقة بالحجاج والمعتمرين وتحديد اختصاصها المكاني والنوعي.

- ما تشاركه فيه وزارة العدل:

1. لائحة كتاب العدل.
2. القواعد والإجراءات المنظمة لأعمال معاوني القضاة.

### المحور الثالث شؤون المحاكم
يختص المجلس بموجب النظام بأمور تتعلق بشؤون المحاكم وهي على ثلاثة أقسام:
- ما يتعلق بالمحكمة العليا:

1. رفع مقترح بأعضاء المحكمة العليا للملك.
2. تسمية رئيس كل دائرة من دوائر المحكمة العليا وأعضائها بناءً على اقتراح رئيس المحكمة العليا.
3. ما يتعلق بمحاكم الاستئناف والدرجة الأولى:
4. تسمية رؤساء محاكم الاستئناف ومساعديهم من بين قضاة محاكم الاستئناف ورؤساء محاكم الدرجة الأولى ومساعديهم.
5. إنشاء محاكم وفق الأسماء المنصوص عليها في المادة التاسعة من نظام القضاء أو دمجها أو إلغاؤها وتحديد اختصاصها المكاني والنوعي وتأليف الدوائر فيها.
6. الرفع باقتراح إحداث محاكم جديدة متخصصة للملك.
7. تحديد الدوائر التي تتكون من قاض فرد والتي تتكون من ثلاثة قضاة في محاكم الدرجة الأولى.
8. تحديد القضايا الجزائية التي ينظرها قاض فرد استثناءً.
9. إنشاء دوائر متخصصة في محاكم الأحوال الشخصية عند الحاجة.
10. الإذن بعقد المحاكم جلساتها في غير مقارها ولو خارج دوائر اختصاصاتها.
11. إنشاء دوائر متخصصة جزائية وتجارية وعمالية وأحوال شخصية في المحاكم العامة الواقعة في المراكز والمحافظات التي لم تنشأ فيها محاكم متخصصة، متى دعت الحاجة إلى ذلك، ويكون لهذهالدوائر اختصاصات المحاكم المتخصصة.
12. تحديد القضايا التي تختص بنظرها المحكمة العامة المكونة من قاض فرد.
13. تكليف دائرة أو أكثر بنظر القضايا المتعلقة بالحجاج والمعتمرين.
14. الإشراف على المحاكم في الحدود المبينة في نظام القضاء.

### المحور الرابع الفصل في تنازع الاختصاص
أوكل النظام مهمة الفصل في تنازع الاختصاص بين المحاكم الخاضعة لنظام القضاء وإحدى محاكم ديوان المظالم أو أي جهة أخرى إلى لجنة يرأسها أحد أعضاء المجلس؛ حيث نص النظام على تشكيل لجنة للفصل تتألف من ثلاثة أعضاء: عضو من المحكمة العليا يختاره رئيس المحكمة، وعضو من ديوان المظالم أو الجهة الأخرى يختاره رئيس الديوان أو رئيس الجهة -حسب الأحوال- وعضو من القضاة المتفرغين أعضاء المجلس الأعلى للقضاء يختاره رئيس المجلس ويكون رئيساً لهذه اللجنة. كما تختص هذه اللجنة بالفصل في النزاع الذي ينشأ في شأن تنفيذ حكمين نهائيين متناقضين، أحدهما صادر من إحدى المحاكم الخاضعة لنظام القضاء والآخر من إحدى محاكم ديوان المظالم أو الجهة الأخرى.

### المحور الخامس شؤون القضاة
يتولى المجلس بموجب النظام النظر في جميع ما يتعلق بشؤون القضاة، تحقيقاً لاستقلالية القضاة طبق ما ورد في المادة السادسة الفقرة (أ) ونصها «يتولى المجلس الأعلى للقضاء بالإضافة إلى الاختصاصات الأخرى المبينة في هذا النظام ما يلي: أ- النظر في شؤون القضاة الوظيفية من تعيين وترقية وتأديب وندب وإعارة وتدريب ونقل وإجازة وإنهاء خدمة وغير ذلك وفقاً للقواعد والإجراءات المقررة وذلك بما يضمن استقلال القضاة»، وهي على وجه التفصيل:
1. تدريب القضاة، ويشمل وضع الخطة التدريبية اللازمة وتنفيذها، ودعوة القضاة إليها، وانتدابهم إن لزم الأمر.
2. اقتراح التعيينات والترقيات في درجات السلك القضائي على الملك موضحاً فيها توافر الشروط النظامية في كل حالة على حدة.
3. إجراء امتحان خاص للحاصلين على شهادة من خارج المملكة معادلة لشهادة كليات الشريعة داخل المملكة.
4. إصدار قرار الاستغناء عمن يرى عدم صلاحيته من الملازمين خلال سنتي التجربة.
5. نقل أعضاء السلك القضائي أو ندبهم داخل السلك القضائي، واقتراح نقل أعضاء السلك القضائي أو ندبهم أو إعارتهم خارج السلك القضائي ورفعه للملك ولا يكون ما سبق إلا بعد موافقة القاضي المندوب أو المنقول، ويجوز لرئيس المجلس الأعلى للقضاء في الحالات الاستثنائية أن يندب أحد أعضاء السلك القضائي داخل السلك أو خارجه لمدة لا تتجاوز ثلاثة أشهر في العام الواحد.
6. تقرير منع القاضي من مباشرة أي عمل يرى أن القيام به يتعارض مع واجبات الوظيفة وحسن أدائها.
7. الترخيص للقاضي في الإقامة مؤقتاً في بلد آخر قريب من مقر عمله.
8. تشكيل إدارة التفتيش القضائي من رئيس ومساعد وعدد كاف من القضاة المتفرغين يختارهم المجلس من بين قضاة محاكم الاستئناف ومحاكم الدرجة الأولى.
9. الفصل في اعتراض القاضي على تقرير التفتيش القضائي.
10. إحالة الشكاوى المقدمة ضد القضاة لإدارة التفتيش لإجراء التحقيق فيها.
11. تشكيل دائرة لتأديب القضاة تتكون من ثلاثة أعضاء من القضاة المتفرغين.
12. الطلب من رئيس إدارة التفتيش برفع الدعوى التأديبية ضد القضاة.
13. المصادقة على القرارات الصادرة من الدائرة التأديبية للقضاة.
14. إصدار عقوبة اللوم على القضاة.
15. الرفع باقتراح عقوبة إنهاء خدمة القضاة للملك.
16. الرفع باقتراح إنهاء الخدمة لأعضاء السلك القضائي للملك.
17. البت في استمرار إيقاف القاضي المقبوض عليه في حالة تلبس بالجرم أو الإفراج عنه بكفالة أو بغير كفالة، والإذن بالتحقيق معه أو رفع الدعوى الجزائية عليه متى تطلب الأمر ذلك.

### المحور السادس العلاقة مع الوزارة
1. الموافقة على نشر الأحكام القضائية المختارة من خلال مركز للبحوث في وزارة العدل.
2. كتاب العدل خاضعون للتفتيش القضائي وفقاً لأحكام نظام القضاء.
3. المشاركة مع وزارة العدل في تحديد إجراءات وشروط الامتحان المعد للمتقدمين على وظائف أعوان القضاء.

## اختصاص المجلس وفق اللائحة التنفيذية
إضافة إلى ما سبق فقد أسندت الآلية التنفيذية بعض المهمات والاختصاصات، وهذه الاختصاصات مرحلية -وفقاً لما جاء في الآلية التنفيذية للنظام الصادرة بالمرسوم الملكي الكريم رقم (م/78) وتاريخ 19/9/1428هـ - لتحقيق التطبيق الأمثل لنظام القضاء، ويمكن تقسيم هذه الاختصاصات وفق المحاور التالية:

### الموارد البشرية

#### الوظائف القضائية
- محاكم الاستئناف:

1. تستحدث وظائف قضاة محاكم استئناف، لا يقل عددها عن مائة وعشرين وظيفة، وتستحدث كذلك وظائف رؤساء محاكم استئناف لا يقل عددها عن ثلاثين وظيفة، وذلك في أول سنة مالية تالية لنفاذ نظام القضاء، ويقوم المجلس الأعلى للقضاء بشغل الوظائف الواردة في الفقرة السابقة عن طريق الترقية أو التعيين أو النقل، ويعالج المجلس أماكن عمل من يشغلها وأوضاعهم من الناحية المادية إلى حين إنشاء محاكم الاستئناف ومباشرتها اختصاصاتها، على أن يخصص عدد كاف من القضاة المعينين أو المرقين للعمل في محكمة الرياض ومحكمة مكة المكرمة.
2. يصدر المجلس الأعلى للقضاء - خلال مدة لا تتجاوز سنتين من تاريخ نفاذ نظام القضاء - قراراً يحدد فيه العدد الكافي من القضاة للعمل في محكمتي الرياض ومكة وكذا محاكم الاستئناف التي ستحدث في الشرقية والقصيم وعسير والجوف، خلال مدة لاتتجاوز سنتين من تاريخ نفاذ نظام القضاء.
3. تقوم اللجنة الفنية - بالاشتراك مع المجلس الأعلى للقضاء ووزارة العدل خلال مدة لا تتجاوز سنتين من تاريخ نفاذ نظام القضاء بدراسة مدى الحاجة إلى استحداث وظائف قضائية أخرى لتلك المحاكم.

- محاكم الدرجة الأولى:

1. يستحدث عدد كاف من وظائف السلك القضائي لمحاكم الدرجة الأولى، وذلك في أول سنة مالية تالية لنفاذ نظام القضاء.
2. يصدر المجلس الأعلى للقضاء - خلال مدة لا تتجاوز سنتين من تاريخ نفاذ نظام القضاء - قراراً يحدد فيه العدد المناسب من القضاة للعمل في كل محكمة من محاكم الدرجة الأولى.
3. تخصيص عدد من القضاة العاملين حالياً في المحاكم العامة والمحاكم الجزئية للعمل في المحاكم المتخصصة عند مباشرتها اختصاصاتها ويراعى في ذلك حجم عمل المحاكم الجديدة والمنقولين منها، هذا فيما يخص المحاكم الجزائية والأحوال الشخصية.

- أما المحاكم التجارية فيقوم المجلس الأعلى للقضاء بتخصيص عدد كاف من القضاة الذين يعينون ابتداءً وعدد كاف من القضاة العاملين حالياً للعمل في هذه المحاكم عند مباشرتها اختصاصاتها، ويكون ذلك خلال مدة لا تزيد على سنة من تاريخ نفاذ نظام القضاء، وتسلخ الدوائر التجارية التابعة لديوان المظالم بقضاتها ووظائفهم إلى المحاكم التجارية، وتسلخ كذلك دوائر التدقيق التجاري بقضاتها ووظائفهم من ديوان المظالم إلى محاكم الاستئناف، ويكون ذلك بعد تهيئة مقار تلك المحاكم، ومباشرتها اختصاصاتها، على أن يستمروا بالعمل في تلك المحاكم مدة لا تقل عن خمس سنوات وبالتخصص نفسه المنقولين منه ولا يمنع ذلك من تكليفهم إكمال النصاب من دوائر أخرى.

- أما اللجان شبه القضائية التي تنقل اختصاصها إلى القضاء العام فتسلخ وظائفها (من وظائف الأعضاء ووظائف مساعدة) ويعين العاملون في هذه اللجان ممن تنطبق عليهم شروط القضاء على وظائف قضائية أو استشارية بحسب الحاجة، على أن تقوم اللجنة الفنية- بالاشتراك مع المجلس الأعلى للقضاء ووزارة العدل وممثل من الجهة التي لها علاقة- بتحديد ما سينقل من كل لجنة ينقل اختصاصها إلى المحاكم من وظائف وموظفين ومخصصات مالية وغيرها.

- وفي المحاكم العمالية يفرغ بعض أعضاء هيئات تسوية المنازعات العمالية مدة مناسبة للعمل في المحاكم العمالية بوصفهم مستشارين بعد مباشرتها اختصاصاتها- إذا اقتضت المصلحة ذلك- ويكون ذلك بالتنسيق بين المجلس الأعلى للقضاء ووزارة العدل ووزارة العمل، ويعد المفرغ في هذه الحالة في حكم المكلف بمهمة رسمية.
1. ينقل القضاة المشار إليهم في الفقرة السابقة عند مباشرة كل محكمة من المحاكم المختصة لاختصاصاتها.
2. تقوم اللجنة الفنية - بالتنسيق مع المجلس الأعلى للقضاء ووزارة العدل خلال مدة لا تتجاوز (سنتين) من تاريخ نفاذ نظام القضاء بدراسة مدى الحاجة إلى استحداث وظائف قضائية أخرى تخصص لتلك المحاكم.

#### الوظائف غير القضائية
- وظائف المجلس:

يتولى المجلس استحداث عدد من الوظائف الإدارية والفنية التي تتناسب مع حجم العمل في المجلس الأعلى للقضاء، وتمكّنه من القيام بواجبه نحو القضاة من تدريب وتأهيل ونحو ذلك مما أنيط بالمجلس وذلك في أول سنة مالية تالية لنفاذ نظام القضاء، وتقوم اللجنة المشار إليها في الفقرة (2) من البند التاسع عشر من الترتيبات التنظيمية لأجهزة القضاء وفض المنازعات التي سيشار إليها فيما بعد باللجنة الفنية بالاشتراك مع ممثل من المجلس الأعلى للقضاء بما يلي:
1. تحديد تلك الوظائف بعد حصر الوظائف الشاغرة والمشغولة.
2. وضع الترتيبات المالية والإدارية والوظيفية التي تعين المجلس الأعلى للقضاء على تولي مهماته.
3. دراسة مدى الحاجة إلى استحداث وظائف إدارية وفنية أخرى للمجلس، وذلك خلال مدة لا تتجاوز سنتين من تاريخ نفاذ نظام القضاء.

- وظائف المحاكم:

1. المحكمة العليا: تستحدث عدد من الوظائف الإدارية والفنية تتناسب مع حجم العمل في المحكمة العليا، وذلك في أول سنة مالية تالية لنفاذ نظام القضاء، وتقوم اللجنة الفنية بالاشتراك مع ممثل من المجلس الأعلى للقضاء وممثل من وزارة العدل وممثل من المحكمة العليا ـ خلال مدة لا تتجاوز سنتين من تاريخ نفاذ نظام القضاء ـ بوضع الترتيبات المالية والإدارية والوظيفية التي تعين المحكمة العليا على تولي اختصاصاتها، ودراسة مدى الحاجة إلى استحداث وظائف إدارية وفنية أخرى للمحكمة.
2. محاكم الاستئناف: تقوم اللجنة الفنية بالاشتراك مع المجلس الأعلى للقضاء ووزارة العدل - خلال مدة لا تتجاوز سنتين من تاريخ نفاذ نظام القضاء - بما يلي:

- تحديد احتياجات كل محكمة من محاكم الاستئناف من وظائف إدارية وفنية، واستحداثها في أول سنة مالية تالية للتحديد.

- النظر في ملائمة نقل بعض الوظائف الإدارية والفنية الشاغرة والمشغولة بموظفيها من بعض فروع وزارة العدل إلى تلك المحاكم.